# Philip José Farmer
Philip José Farmer (født 26. januar 1918, død 25. februar 2009) var en amerikansk forfatter, der først og fremmest er kendt for sine science fiction- fantasyromaner og noveller.
Farmer er bedst kendt for sin Riverworld-romanserie og for den forudgående World of Tiers-serie. Han bliver fremhævet for sin brug af seksuelle religiøse temaer i sin produktion, for sin fascination over og bearbejdning af myterne om legendariske tegneseriehelte, og for sine lejlighedsvise, pseudonyme værker, der foregiver at være skrevet af fiktive personer.